# Tireòfors (subordre)
|  | Aquest article tracta sobre un subordre de dinosaures. Vegeu-ne altres significats a «Tireòfor (soldat)». |

Els tireòfors (Thyreophora) són un subordre de dinosaures ornitisquis, que es caracteritzen per ser herbívors cuirassats amb plaques protectores o pues al dors. Van aparèixer a principis del Juràssic i van extingir-se al final del Cretaci.

## Taxonomia
- SUBORDRE THYREOPHORA
  - ?Tatisaurus
  - Scutellosaurus
  - Eurypoda
    - ?Brachypodosaurus
    - ?Lusitanosaurus
    - Infraordre Stegosauria
      - Emausaurus
      - Família Huayangosauridae
      - Família Stegosauridae
        - Gènere Miragaia.

    - Infraordre Ankylosauria
      - Família Scelidosauridae
        - Bienosaurus
        - Scelidosaurus

      - Minmi
      - Antarctopelta
      - Família Nodosauridae
      - Família Ankylosauridae